# Gylling Sogn
Gylling Sogn er et sogn i Odder Provsti, (Århus Stift).
I 1800-tallet var Gylling Sogn et selvstændigt pastorat. Det hørte til Hads Herred i Aarhus Amt. Gylling sognekommune blev ved kommunalreformen i 1970 indlemmet i Odder Kommune.
I Gylling Sogn ligger Gylling Kirke. I kirkens våbenhus er opstillet en runesten.
I sognet findes følgende autoriserede stednavne:
- Gylling (bebyggelse, ejerlav)
- Gylling Næs (areal)
- Gyllingnæs (landbrugsejendom)
- Gyllingskov (bebyggelse)
- Kalsehoved (areal)
- Kalsemade (areal, bebyggelse)
- Kalsenakke (areal)
- Lerdrup (bebyggelse, ejerlav)
- Lerdrupskov (bebyggelse)
- Præstemarken (bebyggelse)
- Splidholm (bebyggelse)
- Søby (bebyggelse, ejerlav)